# Ledebouria viscosa
Ledebouria viscosa är en sparrisväxtart som beskrevs av John Peter Jessop. Ledebouria viscosa ingår i släktet Ledebouria och familjen sparrisväxter. Inga underarter finns listade i Catalogue of Life.